# Я помню тебя, учитель
«Я помню тебя, учитель», или «Наш учитель Джабиш» («Наш Джабиш муаллим») (азерб. Bizim Cəbiş müəllim) — художественный фильм азербайджанского режиссёра Гасана Сеидбейли, снятый в 1969 году на киностудии «Азербайджанфильм». Основой для сценария кинофильма стал рассказ Максуда Ибрагимбекова «1001-я ночь войны».

## Сюжет
Фильм повествует о судьбе бакинского школьного учителя в годы Великой Отечественной войны. Это первый фильм Сеидбейли, который он снимал не по своему сценарию.

## Интересные факты
Основной район, где снимался фильм, находится недалеко от знаменитого дворца «Саадат» в центре Баку. Школа, показанная в фильме, была одной из школ в Баиловском районе. Сцена в военном госпитале также снималась здесь. Сцена, где Джабиш отрезает хвост лошади для своего эксперимента, снималась на улице Мустафы Субху в районе «Советский». Прогулка Джабиша, гудок корабля и его знакомство с этими местами были сняты в «Гарашехер». Сцена на железнодорожной станции, где Наджафов отправляется на фронт, снималась в поселке Бута, недалеко от нынешнего рынка «Седерак».
В 1970 году на IV Всесоюзном кинофестивале в Минске за высокое актерское мастерство, создание яркого реалистичного образа актер Сулейман Алескеров был награжден дипломами Комитета по кинематографии при Совете Министров СССР и Союза кинематографистов СССР. 

## В ролях
| Актёр                | Роль                 |
| -------------------- | -------------------- |
| Сулейман Алескеров   | Джабиш               |
| Шафига Мамедова      | жена Джабиша         |
| Мухтар Маниев        | Наджафов             |
| Сафура Ибрагимова    | жена Наджафова       |
| Зия Сеидбейли        | Намик, сын Наджафова |
| Насиба Зейналова     | тётя Сугра           |
| Алиага Агаев         | Абульфаз             |
| Агиль Агаджанов      | Македон              |
| Мамедрза Шейхзаманов | почтальон            |